# 白河内岳
白河内岳（しろごうちだけ）は、山梨県と静岡県とにまたがる赤石山脈白峰南嶺にある山。標高2,813m。転付峠や奈良田越を経て広河内岳への稜線上に登山道があるが、踏み跡は薄く登山者は少ない。

## 関連図書
- 『塩見・赤石・聖岳』昭文社〈山と高原地図2011年版〉、2011年3月。ISBN 9784398757821。

## 外部リンク

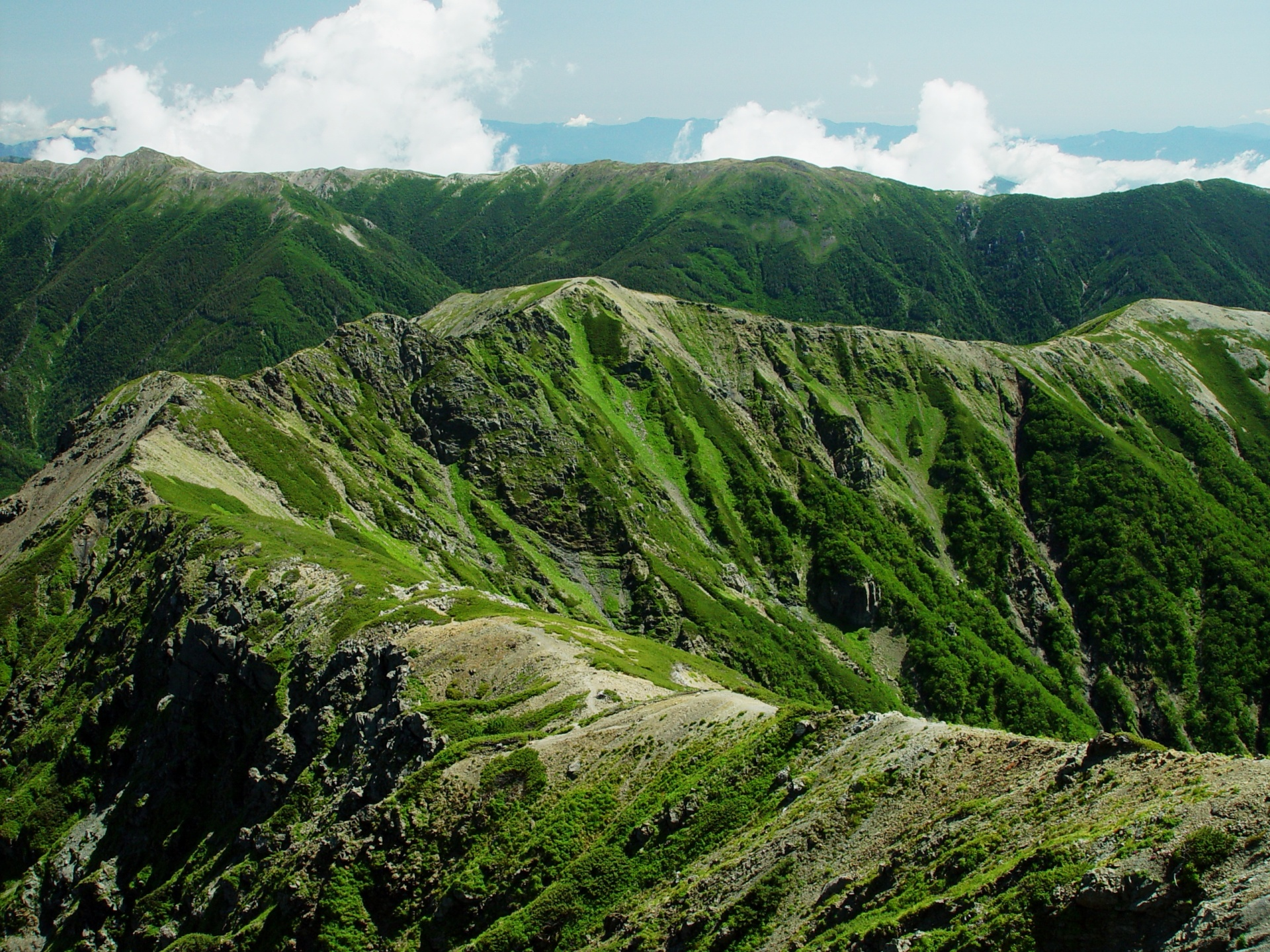
塩見岳から望む白峰南嶺の白河内岳